# Transnordestina Logística S.A.

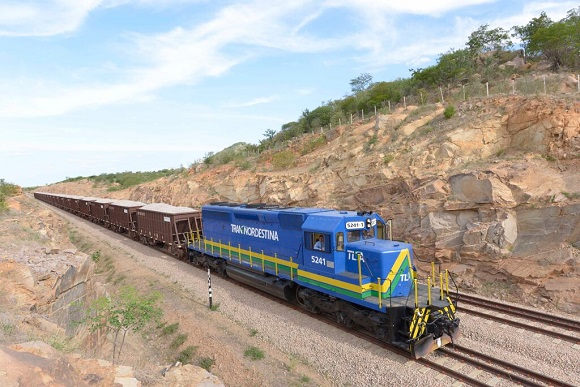
Locomotiva TLSA N° 5241-1 (EMD SD40-2), em Salgueiro, PE.

A Transnordestina Logística S/A (TLSA) é uma empresa privada do Grupo CSN, responsável pela construção e operação da Ferrovia Nova Transnordestina (EF-232 e EF-116), projetada para ligar o Porto de Pecém, no Ceará, ao cerrado do Piauí, no município de Eliseu Martins, com extensão total de 1 206 quilômetros.
Incialmente, o projeto deveria também ligar o município de Eliseu Martins ao Porto de Suape, em Pernambuco, mas o trecho foi excluído no aditivo contratual assinado em dezembro de 2022.

## História

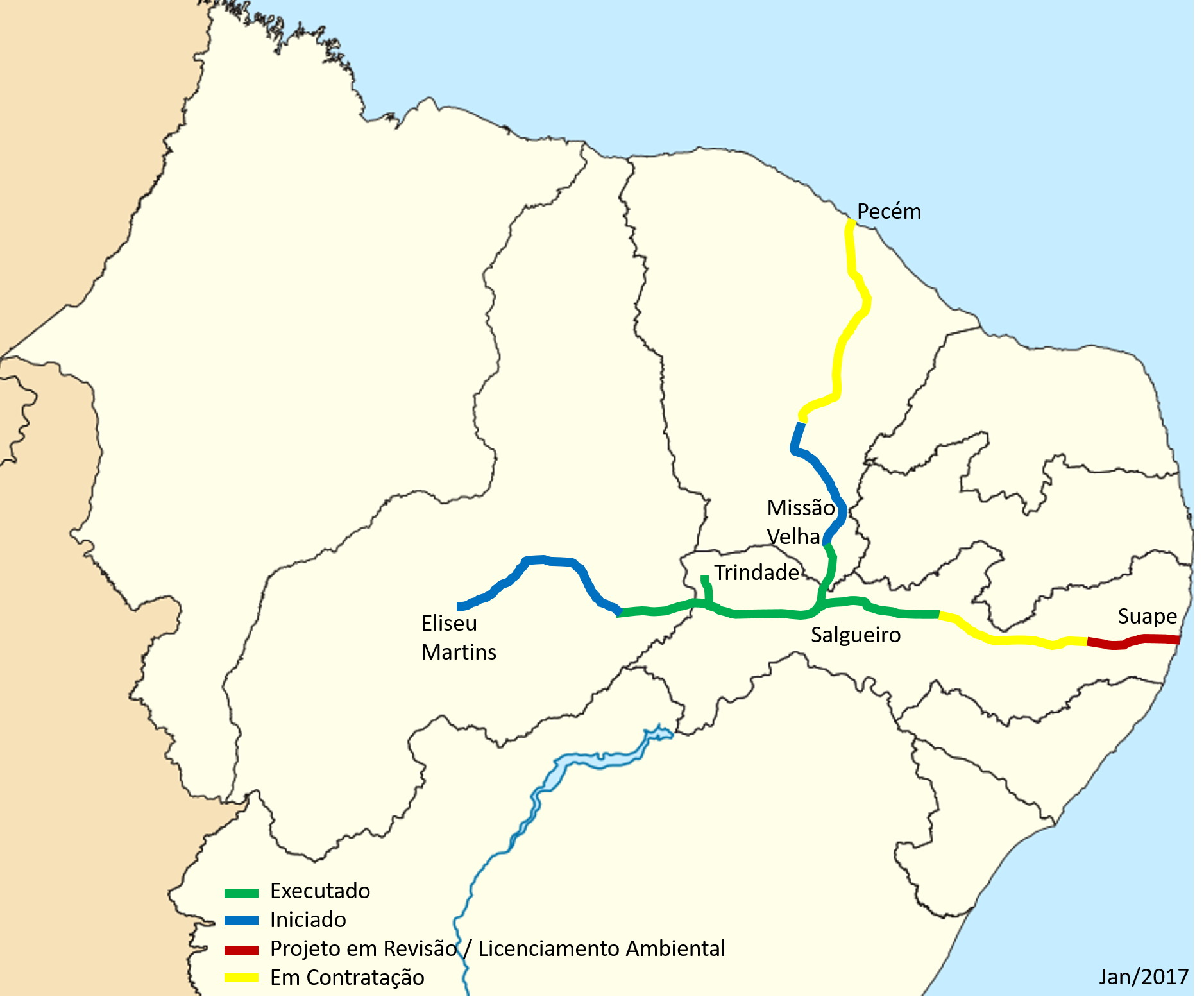
Malha ferroviária da Transnordestina Logística S.A. em 2017.

A Transnordestina Logística S.A. é uma empresa privada controlada pela Companhia Siderúrgica Nacional (CSN), um dos principais grupos privados nacionais. Até o ano de 2008, era denominada Companhia Ferroviária do Nordeste (CFN).
Em 18 de julho de 1997, foi realizado o leilão de privatização da Malha Nordeste da Rede Ferroviária Federal, composta das seguintes superintendências regionais: SR-1 (Alagoas, Pernambuco, Paraíba, Rio Grande do Norte), SR-11 (Ceará) e SR-12 (Piauí e Maranhão). A rede possuía uma malha ferroviária de 4 238 quilômetros, que se estendiam pelos estados do Maranhão, Piauí, Ceará, Rio Grande do Norte, Paraíba, Pernambuco, Alagoas, até o município de Propriá, em Sergipe.
O consórcio vencedor arrematou a Malha Nordeste por R$ 15,7 milhões e era formado inicialmente por Vale (20%), CSN (20%), Taquari Participações (40%) e Bradesco (20%).
A nova concessão operava as linhas da Malha Nordeste da RFFSA, construídas todas em bitola métrica, pelas antigas Rede Ferroviária do Nordeste, Ferrovia São Luís-Teresina, Ferrovia Teresina-Fortaleza e Rede de Viação Cearense.
Ocorreu em 2003 a saída da CVRD do bloco de controle da CFN, através de troca de ações com a CSN envolvendo a Ferrovia Centro-Atlântica e o TECON. Essa troca acionaria foi aprovada pelo CADE em 2006.
A VALEC torna-se acionista da TLSA em 2011.
Em 2013, a ANTT autorizou a cisão da concessão para exploração e desenvolvimento do serviço público de transporte ferroviário de carga da Malha Nordeste, e a Cisão Parcial da TLSA. A Cisão nomeia a segregação de ativos e passivos da Malha I e a Malha II.
A Ferrovia Transnordestina Logística (FTL) incorporou os ativos e passivos da Malha I (bitola métrica); e a TLSA fica com a Malha II (bitola larga e mista em construção como Ferrovia Nova Transnordestina).
A Malha II da TLSA era composta pelos trechos Missão Velha-Salgueiro, Salgueiro-Trindade, Trindade-Eliseu Martins, Salgueiro-Porto de Suape e Missão Velha-Porto de Pecém, passando pelos estados do Piauí, Ceará e Pernambuco. Este trecho compreende a construção da Ferrovia Nova Transnordestina, com extensão total de linhas de 1 753 quilômetros.

### Cronologia

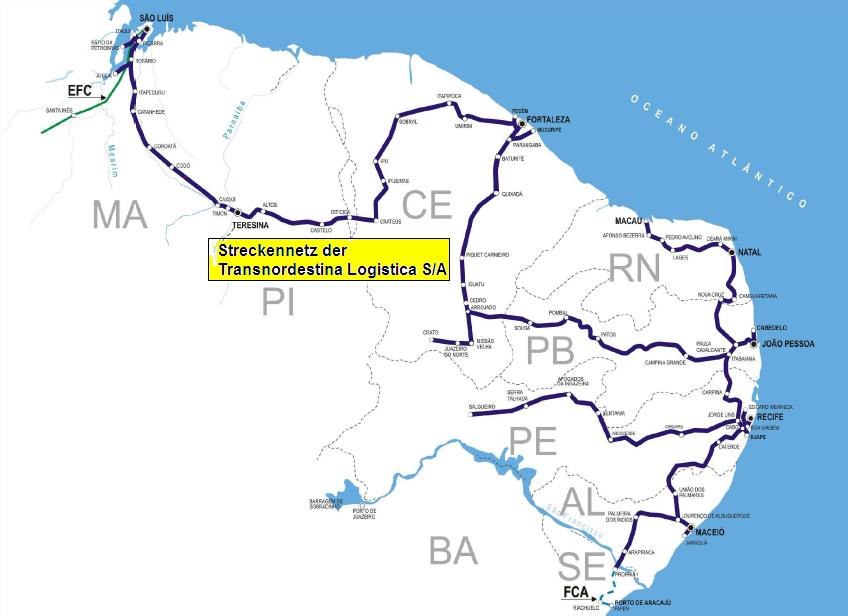
Malha que compunha originalmente a Companhia Ferroviária do Nordeste - CFN.

- 1992: A RFFSA é incluída no Programa Nacional de Desestatização.
- 1997: Leilão da Malha Ferroviária Nordeste pertencente à Rede Ferroviária Federal SA, concessão é obtida por 30 anos.
- 1998: Surge a Companhia Ferroviária do Nordeste - CFN, início do transporte de cargas.
- 2008: Alteração na razão social da Companhia Ferroviária do Nordeste - CFN, passando a se chamar Transnordestina Logística S/A - TLSA.
- 2011: A VALEC torna-se acionista da TLSA.
- 2012: Iniciado o processo de Cisão parcial da TLSA, visando segregar a concessão da antiga malha ferroviária da RFFSA da concessão Nova Transnordestina que está em construção. Criação da Ferrovia Transnordestina Logística em 29 de outubro de 2012[10] e aprovada em 22 de fevereiro de 2013, a partir da Resolução nº 4042[11] da ANTT.
- 2013: Início das operações da Ferrovia Transnordestina Logística (FTL), logo após a aprovação da Cisão pelos acionistas da TLSA.
- 2017: Por orientação do Tribunal de Contas da União as obras não devem mais serem realizados repasses de dinheiro público, por descompasse entre dos cronogramas de obras e os valores financeiros liberados.[12]
- 2019ː Retomada das obras da ferrovia.[13]
- 2022ː Algumas das irregularidades encontradas pelo TCU foram superadas, quando o Ministério da Infraestrutura, a ANTT e a concessionária entraram em acordo. Foi apontado como solução para conclusão da obra a operação parcial da ferrovia em um menor espaço de tempo e com menores investimentos de capital. Em razão desses estudos e do avanço da negociação entre as partes, o TCU revogou a medida cautelar vigente desde 2017 e proferiu nova cautelar, em menor extensão, mantendo a proibição de aportes de recursos na Transnordestina pelo Ministério da Infraestrutura, ANTT e Valec (Infra S.A). O TCU fixou um prazo para que a ANTT pactuasse com a TLSA um novo cronograma para a realização das obras. As partes apresentaram uma minuta de termo aditivo contendo novas condições para a concessão, e o TCU determinou a adoção de medidas de aperfeiçoamento do contrato e a apresentação do encontro de contas. [14]
- 2022ː Em 23 de dezembro, é assinado o 1º termo aditivo ao contrato de concessão da ferrovia entre a Agência Nacional de Transportes Terrestres (ANTT), a Transnordestina Logística, o Departamento Nacional de Infraestrutura de Transportes (Dnit) e a CSN. Foi devolvida oficialmente a concessão do trecho de 500 km da Transnordestina que ligaria o município de Eliseu Martins (PI) a Suape (PE), após a companhia alegar que o trecho se tornou inviável, considerando a questão econômico-financeira. Com isso, a malha foi reduzida para 1.206 km, interligando Eliseu Martins e Pecém, passando por Salgueiro. Foi estabelecido o prazo de sete anos para a conclusão das obras do trecho remanescente da TLSA.[15][2]
- 2023ː O Tribunal de Contas da União aprova a reestruturação da concessão, porém mantém a suspensão de verbas federais em razão de irregularidades nos contratos para construção e exploração da ferrovia. A medida deve valer até que seja concluído o encontro de contas entre os valores a pagar e a receber nos contratos, para que possa haver a restituição de eventuais prejuízos aos cofres públicos.[16]

Com dez anos de obras, foram executados 600 quilômetros de trilhos de uma extensão total prevista de 1 753 quilômetros. Foram aplicados cerca de R$ 6,7 bilhões de 2006 a 2017.
Em 2022, a ferrovia tinha 815 km construídos do trecho de 1.206 km estabelecidos no aditivo. A conclusão da obra é estimada para 2027, a um custo estimado de R$ 7,8 bilhões.
Há um projeto do Grupo Bemisa de construir um ferrovia no trecho pernambucano do projeto original da Transnordestina. Em outubro de 2023, o grupo desistiu do projeto. O trecho foi incluído no Orçamento Geral da União (OGU) de 2024, com a destinação de R$ 450 milhões do novo Programa de Aceleração do Crescimento (PAC) para realização dos estudos executivos do trecho pernambucano, para a definição do modelo de construção da ferrovia, com recursos públicos ou com uma nova concessionária privada para construir ou explorar o empreendimento. 

## Composição acionária
A composição acionária (em dezembro de 2022) da TLSA é compartilhada entre a CSN e empresas públicas federais conforme o quadro a seguir.
A CSN detém 93,19% do capital votante, a Infra S.A. detém 6,08% e o BNDESPar, 0,74%.

## Frota
A frota de locomotivas da Transnordestina Logística S/A (TLSA) em junho de 2023 era composta por locomotivas EMD do modelo SD40-2, possuindo um total de 6 locomotivas, destas, nenhuma é classificada como inativa.
Foram importadas em 2011 seis locomotivas usadas do EUA ex-BNSF Railway. Era previsto inicialmente a importação de um total de 11 locomotivas do modelo EMD SD40-2, entretanto somente foram entregues seis unidades.
Em 2013 foi realizada a mutação patrimonial de 03 (três) locomotivas EMD SD40-2 da concessionaria MRS Logística para a Ferrovia Transnordestina Logística, o processo foi finalizado com o Aditivo publicado em 13 de janeiro de 2015, entretanto essas locomotivas estavam operando na Transnordestina Logística S/A (TLSA) em 2015, nas obras de construção da ferrovia.

## Equipamentos de manutenção de via
| Equipamento                             | Fabricante        | Ano  | Origem | Quantidade |
| --------------------------------------- | ----------------- | ---- | ------ | ---------- |
| Reguladora de lastro Knox KBR 925       | Kershaw           | 2007 |        | 1          |
| Reguladora de lastro PBR 400            | Plasser & Theurer | 2010 |        | 2          |
| Socadora de linha 08-16 SPLIT HEAD      | Plasser & Theurer | 2010 |        | 3          |
| Pórtico hidráulico PTH 500              | Geismar           | 2010 |        | 4          |
| Auto de linha de manutenção AL          | Via Permanente    | 2015 |        | 1          |
| Auto de linha de inspeção VLT 1722      | Empretec          | 2006 |        | 1          |
| Caminhão rodoferroviário 1519           | Empretec          | 2013 |        | 1          |
| Máquina de soldar elétrica Holland H650 | Holland           | 2010 |        | 1          |
| TOTAL                                   | 14                | 14   | 14     | 14         |